# Traugott Meyer
Traugott Meyer (* 13. Mai 1895 in Wenslingen; † 16. April 1959 in Basel) war ein Schweizer beziehungsweise Baselbieter Lehrer und Mundartschriftsteller.

## Leben und Werk

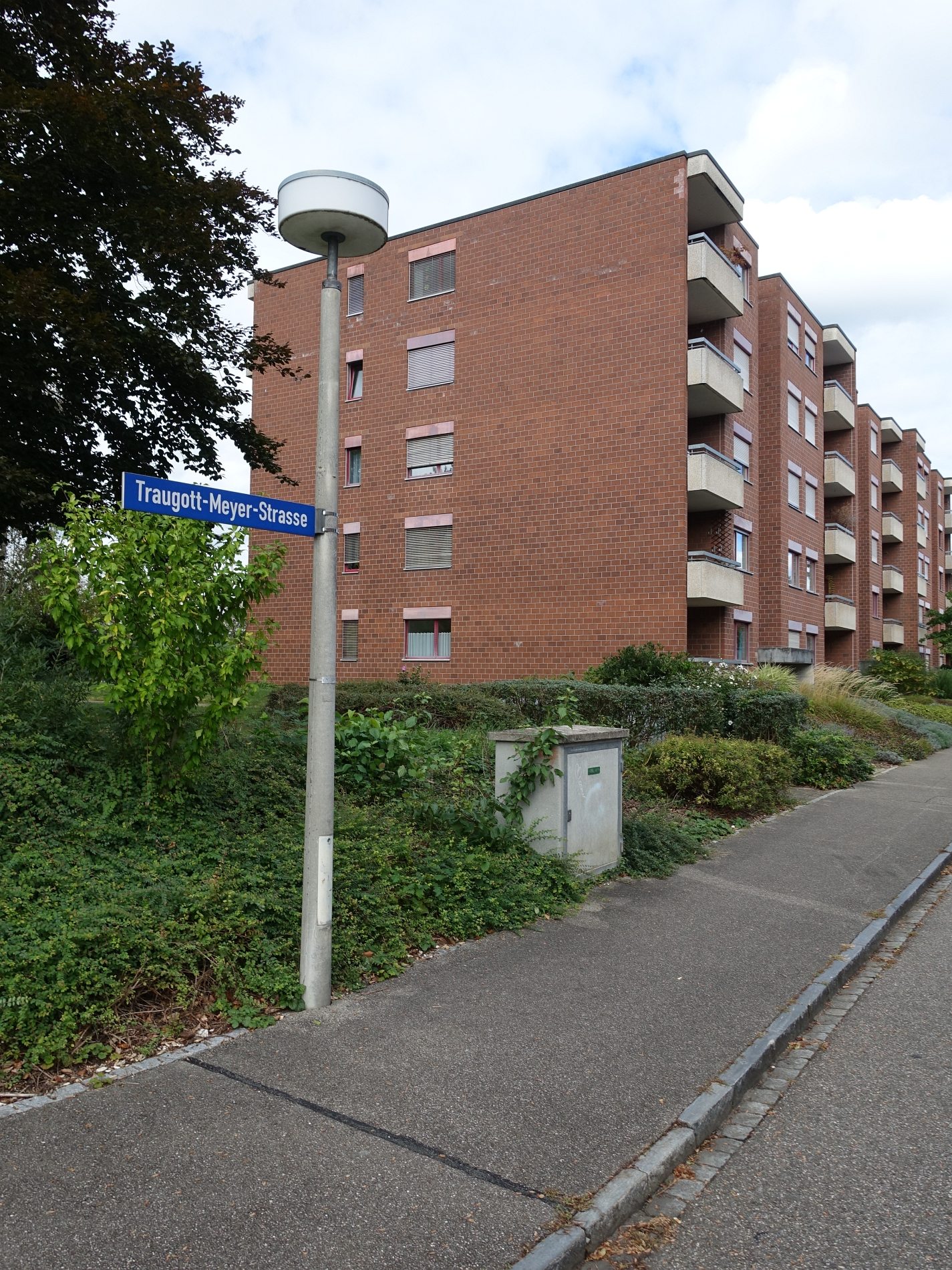
Traugott-Meyer-Strasse in Aesch

Traugott Meyer war der Sohn von Paul Gustav Meyer, einem Lehrer. Sein Bruder war der Philologe Gustav Meyer.
Meyer besuchte die Primarschule beim Vater in Wenslingen. Danach folgte die Bezirksschule in Böckten sowie das Lehrerseminar Muristalden, worauf er als Primarlehrer in Wenslingen unterrichtete. Nach dem Studium an den Universitäten Bern, Neuenburg und Basel unterrichtete er zuerst bis 1931 als Reallehrer in Muttenz und anschliessend bis zu seinem Tod 1959 als Sekundarlehrer in Basel.
Schon in jungen Jahren begann er in Mundart zu schreiben und wurde dabei stark von Johann Peter Hebel inspiriert. Seine Gedichte, Erzählungen und Romane fanden viele Liebhaber, und als Radio-Mitarbeiter wurde er mit seinen Erzählungen s Bottebrächts Miggel verzellt über das Baselbiet hinaus bekannt.
Meyer war mit Julie Emilie geborener Keller verheiratet. Ihre gemeinsame Tochter war Milly Wagner-Meyer. Er war ferner Pate von Peter Dalcher, dem nachmaligen Chefredaktor des Schweizerischen Idiotikons.
1939 erhielt er den Preis der Schweizerischen Schillerstiftung und 1948 den Johann-Peter-Hebel-Preis des Staates Baden. Im Heimatmuseum Aesch, seinem Heimatort, befindet sich eine ständige Ausstellung über den Volksdichter, und man kann einen Teil seiner Manuskripte besichtigen. Louis Weber schuf von Traugott Meyer eine Büste, und in Aesch gibt es eine Traugott-Meyer-Strasse.

## Veröffentlichungen
Seine Werke erschienen zwischen 1988 und 1992 in einer achtbändigen Gesamtausgabe beim Verlag Sauerländer in Aarau.
- Us eusem Dörfli – Geschichten und Gschichtli us em Oberbaselbiet. Sauerländer, Aarau 1926
- Mueterguet – Gedichte in Baselbieter Mundart. Sauerländer, Aarau o. J. [1929]
- s Tunälldorf – Roman. Sauerländer, Aarau o. J. [1938]
- s Bottebrächts Miggel verzellt – Radio-Plaudereie. Sauerländer, Aarau o. J. [1940].
- s Bottebrächts Miggel verzellt wyter. Neui Radio-Plaudereie. Sauerländer, Aarau o. J. [1942].
- O Heer und Gott – Psalmen und Prophetelieder baselbieterdütsch. Sauerländer, Aarau 1945
- Um die Mutter. Erzählungen. Basel 1946 (Gute Schriften, Heft 229)
- Wie n i zem Hebel cho bi. Rede auf dem Hebelfest Lörrach 1948. Rombach, Freiburg i. Br. 1949
- Inclyta Basilea – Festspiel zur Gedenkfeier für Basels Eintritt in den Schweizerbund 1501. o. O. [Basel], o. J. [1951]
- Dr Gänneral Sutter – D Läbensgschicht vom Johann Auguscht Sutter. Baselbieterdütsch verzellt. Lüdin, Liestal o. J. [1953]
- Baselbieterdütsch, illustriert von Walter Eglin. Lüdin, Liestal 1957 (Das schöne Baselbiet 4).
- Dr Wächersämmi und anderi Gschichte
- Land und Lüt
- My Wäg
- Uff e Wäg – So Sachen und Sächeli
- Us Härz und Heimet – Värs und Rym